# F1-hybrid
En F1-hybrid er førstegangskrydsningen mellem to rene linjer. Da deres arvelige egenskaber er kendte, har man også helt styr på hybridens. Egenskaberne hos senere hybridiseringer, f.eks. de spontane "gadekryds" mellem forskellige, udefinerede hunderacer, er derimod uforudsigelige.
F1-hybrider er kvalitetsprodukter fra frøfirmaer og planteforædlere, resultatet af langvarigt forarbejde med de rene linjer, og de må betales dyrt. Derfor laves der ofte svindel med dem, og ukontrollerbare hybridiseringer bliver solgt som "F1-hybrider".

## Planter: Fordele og ulemper frem for traditionelle frøægte sorter
Denne artikel bør gennemlæses af en person med fagkendskab for at sikre den faglige korrekthed.

F1-hybrider sammenlignes med traditionelle frøægte sorter (også kaldet OP-sorter – OP, open pollinated), der har større biodiversitet og er stabile i generationerne, dvs. når de sætter frø, vil der spire planter, der ligner forældrene.
- F1-hybrider kan have særlig gode egenskaber som højt udbytte og resistens overfor sygdomme.
- F1-hybrider er ensartede og forudsigelige. Kan være fordel for landmanden, da alt skal høstes på en gang, men ulempe for amatørhaveejeren.
- F1-hybrider kan ikke tilpasse sig det lokale miljø og afgrøderne kan således ikke udvikle sig naturligt.